# Limoges
Limoges [liˈmɔʒ] (okzitanisch Limòtges, Aussprache: [leˈmɔt͡ʒes]) ist eine Stadt in Frankreich mit 129.754 Einwohnern (Stand 1. Januar 2022), gelegen am Fluss Vienne im nordwestlichen Zentralmassiv, Hauptstadt des Départements Haute-Vienne und der ehemaligen Region Limousin. Die Bewohner werden Limougeauds und Limougeaudes genannt.

## Geografie
Limoges liegt etwa 346 Kilometer südlich von Paris, 180 Kilometer nordöstlich von Bordeaux und 248 Kilometer nördlich von Toulouse.
Umgeben wird Limoges von den dreizehn Nachbargemeinden:
| Chaptelat Saint-Gence Couzeix | Bonnac-la-Côte                              | Rilhac-Rancon                |
| Verneuil-sur-Vienne           | Kompassrose, die auf Nachbargemeinden zeigt | Le Palais-sur-Vienne Panazol |
| Isle                          | Condat-sur-Vienne Solignac Le Vigen         | Feytiat                      |

## Klima
|                        | Jan | Feb | Mär  | Apr  | Mai  | Jun  | Jul  | Aug  | Sep  | Okt  | Nov  | Dez |   |      |
| Mittl. Temperatur (°C) | 4   | 4,2 | 7,4  | 10,4 | 13,8 | 17,8 | 19,5 | 19,3 | 16,3 | 12,8 | 7,7  | 4,9 | ⌀ | 11,5 |
| Mittl. Tagesmax. (°C)  | 6,8 | 7,8 | 11,6 | 14,7 | 18   | 22,1 | 23,9 | 24   | 20,7 | 16,5 | 10,5 | 7,7 | ⌀ | 15,4 |
| Mittl. Tagesmin. (°C)  | 1,6 | 1,1 | 3,4  | 6    | 9,3  | 13   | 14,6 | 14,5 | 11,9 | 9,4  | 5    | 2,4 | ⌀ | 7,7  |
|                        |     |     |      |      |      |      |      |      |      |      |      |     |   |      |
| Niederschlag (mm)      | 99  | 81  | 82   | 101  | 103  | 87   | 70   | 78   | 83   | 101  | 111  | 102 | Σ | 1098 |
|                        |     |     |      |      |      |      |      |      |      |      |      |     |   |      |
| Sonnenstunden (h/d)    | 3,3 | 4,4 | 6,1  | 7,3  | 8,2  | 9,2  | 9,3  | 8,8  | 7,5  | 5,9  | 3,8  | 3,6 | ⌀ | 6,5  |
|                        |     |     |      |      |      |      |      |      |      |      |      |     |   |      |
| Regentage (d)          | 10  | 9   | 9    | 11   | 10   | 9    | 8    | 8    | 7    | 10   | 10   | 10  | Σ | 111  |
|                        |     |     |      |      |      |      |      |      |      |      |      |     |   |      |
| Luftfeuchtigkeit (%)   | 84  | 80  | 75   | 73   | 74   | 70   | 67   | 68   | 71   | 79   | 85   | 83  | ⌀ | 75,7 |

| 1,6 |

| 1,1 |

| 3,4 |

| 6 |

| 9,3 |

| 13 |

| 14,6 |

| 14,5 |

| 11,9 |

| 9,4 |

| 5 |

| 2,4 |

| 1,6 |

| 1,1 |

| 3,4 |

| 6 |

| 9,3 |

| 13 |

| 14,6 |

| 14,5 |

| 11,9 |

| 9,4 |

| 5 |

| 2,4 |

Um 41 mm fällt im Schnitt mehr Niederschlag im niederschlagsreichsten Monat November im Vergleich zum trockensten Monat Juli. Der wärmste Monat Juli ist im Durchschnitt um 15,4 °C wärmer als der kälteste Monat Januar. Die geringste relative Luftfeuchtigkeit über das Jahr ist im Juli (67,32 %). Der Monat mit der höchsten Luftfeuchtigkeit ist der November (85,07 %). Im September sind die wenigsten Regentage zu erwarten, während im April die meisten Regentage gemessen werden.
Das Klima ist als „(gemäßigtes) Ozeanklima“ (Cfb-Klima) nach Köppen und Geiger klassifiziert. Die vier wärmsten Monate liegen über dem 10 °C-Mittel, der wärmste Monat bleibt hingegen unter der 22 °C-Marke. Der kälteste Monat liegt im Mittel über dem Gefrierpunkt. Die Angaben von Temperatur, Niederschlag, Regentag und Luftfeuchtigkeit basieren auf Daten von 1991 bis 2021, Sonnenstunden auf Daten von 1999 bis 2019.

## Geschichte

### Die Zeit bis zum Ausbruch des Zweiten Weltkriegs
In vorrömischer Zeit war die Gegend von den keltischen Lemoviken besiedelt. Nach der Eroberung Galliens durch die Römer gründeten diese um 10 v. Chr. die Stadt als Augustoritum auf einer Anhöhe über der Vienne an der Stelle, wo sich die Straßen von Orléans nach Agen bzw. von Saintes nach Lugdunum (Lyon) kreuzten. In der Stadt entstanden zahlreiche Bauten, die sich zum Teil bis heute erhalten haben, so ein Amphitheater (136 × 115 Meter), ein Theater, die Thermen und das Forum (im Hof der heutigen Stadtverwaltung). Der Tempel befand sich an der Stelle der späteren Kathedrale. Limoges wurde in der Spätantike Bischofssitz (später dem Erzbistum Bourges zugeordnet). Während der Völkerwanderung entstand auf dem Puy Saint-Étienne eine befestigte Rückzugssiedlung, die spätere Cité; ein weiterer Siedlungskern legte sich um eine Nekropole im Nordwesten von Augustoritum, in welcher sich das Grab des heiligen Martial befand und dann später die Burg Saint-Martial gebaut wurde. In der unmittelbaren Nachbarschaft von Saint-Martial wurde in der Folgezeit die Residenz des Vizegrafen der Gegend angelegt, die bald mit Saint-Martial zusammenwuchs.
In der Merowingerzeit war Limoges eine wichtige königliche Münzprägestätte. Spätestens nach der Aufteilung des Teilreiches von Charibert I. von Paris, also 567, gehörte Limoges zu Neustrien. Nach der Heirat des neustrischen Königs Chilperich I., gab dieser die Stadt, zusammen mit Bordeaux, Cahors, Bearn und Bigorre jedoch als Morgengabe an seine Braut Gailswintha. Diese fünf Städte lagen strategisch zum Gebiet des Schwiegervaters Athanagild, dem König der Westgoten. Nachdem Chilperich die Ermordung seiner Gattin veranlasst hatte, ging dieses Erbe, nach einer Regelung eines von Guntram, dem König der Burgunder einberufenen Malbergs, auf das Königreich Austrasien über. Letzten Endes damit nicht einverstanden versuchte Chilperich ab dem Jahr 573 die Städte zurückzuerobern, was zu einem der vielen merowingischen Bürgerkriege führte.

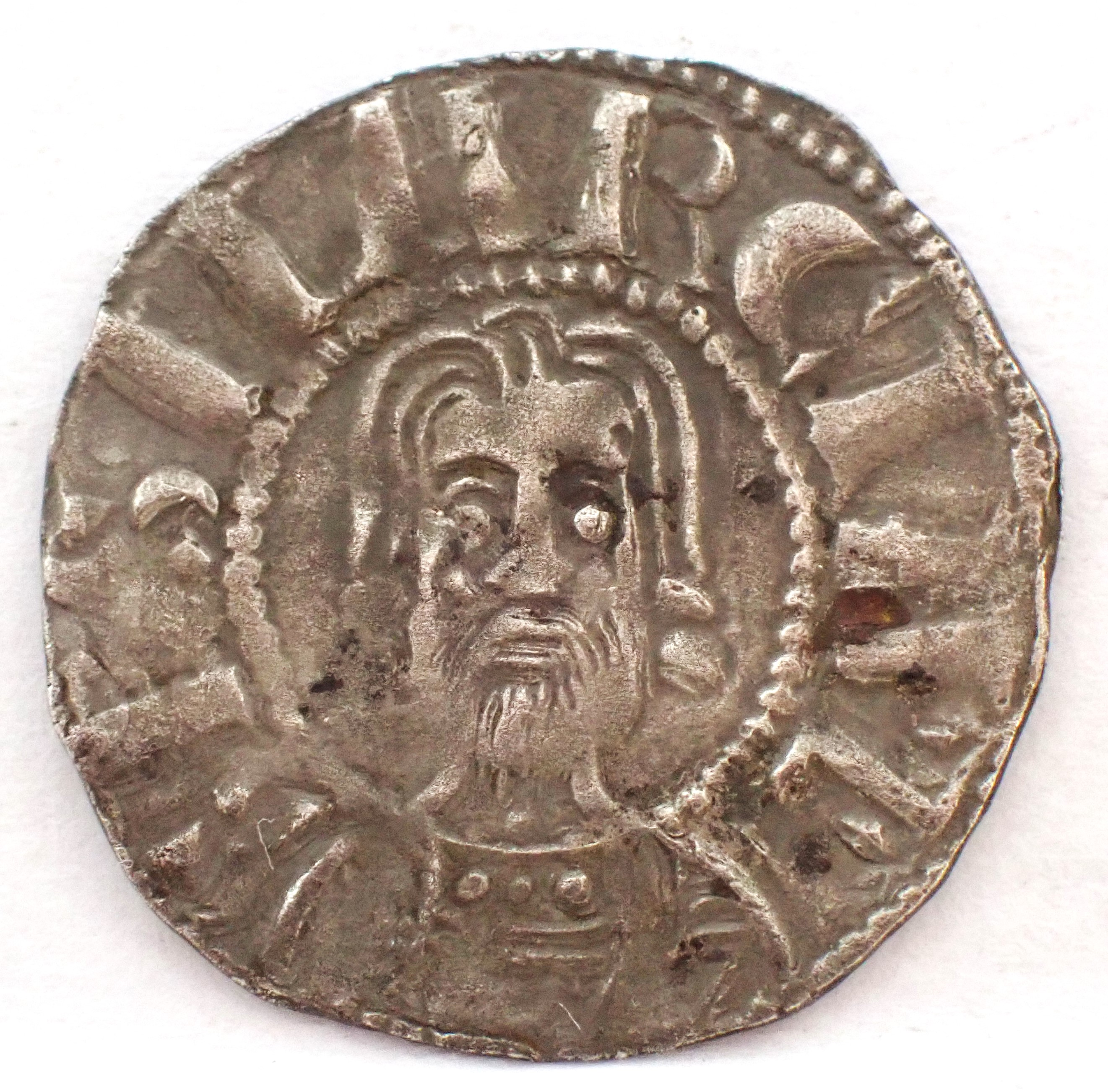
Denar der Abbey de Saint Martial in Limoges, Avers

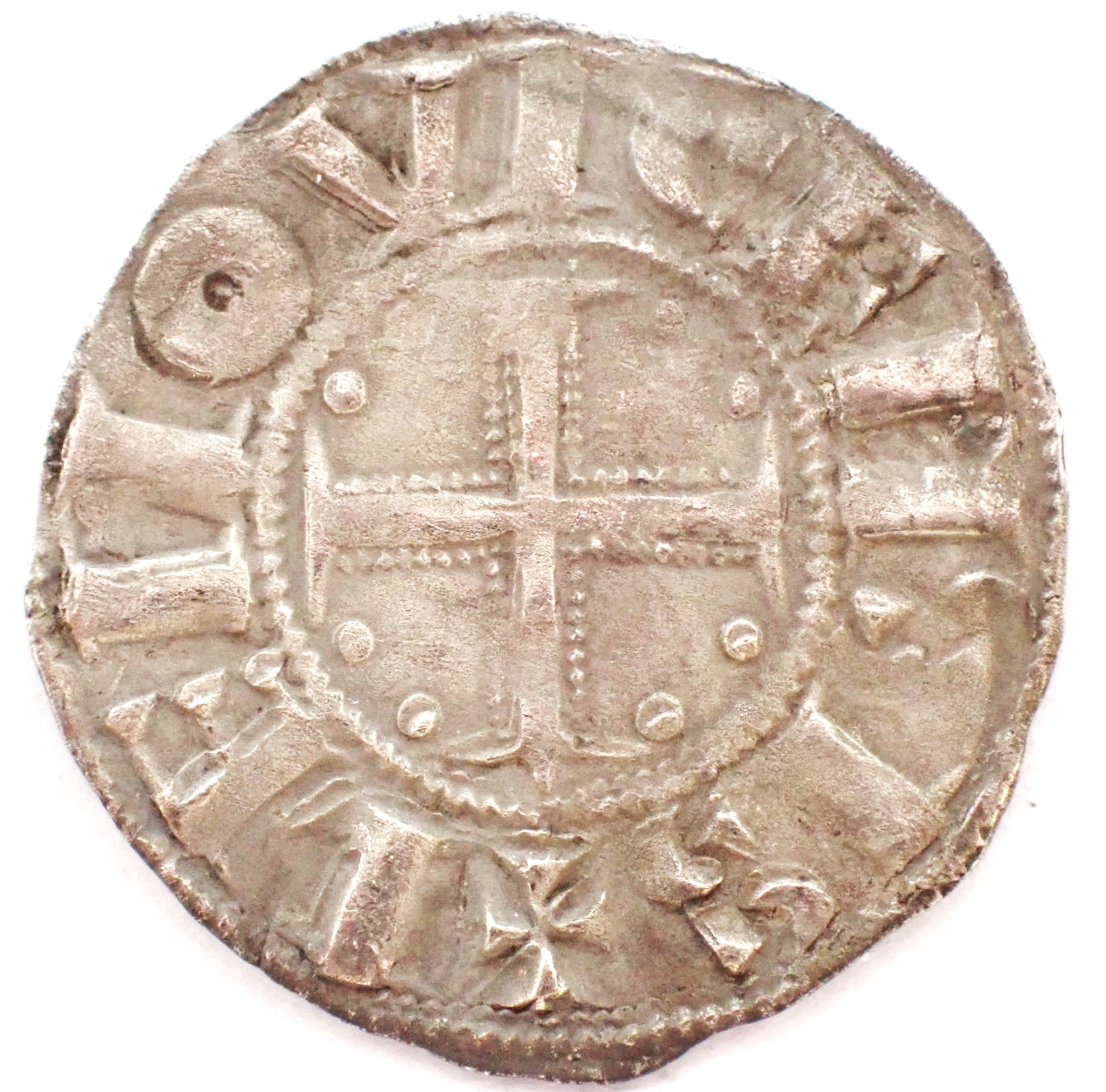
Denar der Abbey de Saint Martial in Limoges, Revers

In der Cité, der Bischofsstadt, wurde im Hochmittelalter die Kathedrale Saint-Étienne erbaut. Stadt und Grafschaft kamen 1152 an die Anjous und wurden damit Teil des Angevinischen Reichs; die englischen Besitzungen im Südwesten Frankreichs gelangten allerdings rund 50 Jahre später wieder weitgehend an Frankreich. Im Hundertjährigen Krieg erneuerten die Engländer ihre Ansprüche auf das alte Herzogtum Guyenne, zu dem die Grafschaft Limousin gehörte. Nach dem Sieg von Maupertuis 1356 und dem Frieden von Bretigny im Jahr 1360 wurde ihnen dann tatsächlich alles Land südlich von Loire und Vienne zugestanden, einschließlich der Stadt Limoges, die dadurch in eine prekäre Grenzlage geriet. Die Einwohner versuchten, die englische Oberherrschaft abzuschütteln. Daraufhin kam der Schwarze Prinz Edward of Woodstock als Landesherr mit seinen Leuten in die Stadt, die er in einer sechstägigen Strafaktion plündern ließ; 3000 Einwohner kamen dabei ums Leben. Diese vom Historiker Jean Froissart überlieferte Zahl der Todesopfer steht jedoch in Frage, man geht in neuerer Zeit nur von etwa 300 Getöteten aus.
Auch wenn die Bischofsstadt bald darauf wieder französisch wurde, erholte sie sich von diesem Schlag lange nicht, stattdessen stieg die von 12 Meter hohen Mauern umgebene gräfliche Siedlung Saint-Martial auf. In ihrem Umfeld entstanden neue Vororte, in denen sich auch Franziskaner, Karmelitinnen und Dominikaner niederließen.
Im Mittelalter und in der Renaissance war Limoges eines der wichtigsten europäischen Zentren der Emailherstellung. Das Limoges-Email ist für seine aufwendige, meist figürliche Verzierung berühmt. Seit 1771 ist die Stadt auch für die Herstellung von Porzellan bekannt, da die Gegend reich an Kaolinvorkommen ist: Limoges belieferte bis ins 19. Jahrhundert unter anderem den Hof in Paris. Noch heute kommt mehr als die Hälfte des französischen Porzellans aus den ehemals königlichen Manufakturen. 1792 wurden die beiden Siedlungen Cité und Château Saint-Martial vereinigt und bilden seither die Stadt Limoges. Hier fand die Revolution begeisterte Anhänger, da die Kirchenherrschaft besonders verhasst war: Die Zerstörung der Abtei Saint-Martial ist ein deutlicher Beleg für diese Haltung.
- Siehe auch Liste von Porzellanmanufakturen und -herstellern

Durch den Porzellan- und Emaillehandel kam es insbesondere mit den USA zu engen Kontakten, sodass in dieser Provinzstadt des 19. Jahrhunderts sogar ein US-amerikanisches Konsulat eingerichtet wurde. 1832 entsteht der Pont Neuf über die Vienne. Bis 1837 gab es in Limoges auch eine Münzstätte, die das Münzzeichen I verwendete. Seit 1856 hat Limoges einen Bahnanschluss. Die Stadt wuchs durch die Industrialisierung rasch, sodass die alten Stadtbefestigungen abgerissen wurden. Das heutige Rathaus wurde 1883 errichtet, der Pont de la Révolution 1885. Zugleich wuchs die Bedeutung der Arbeiterbewegung: Bereits 1830 kam es zu einem mehrmonatigen Streik, von April bis Mai 1848 bestand sogar eine regelrechte Arbeiter-Stadtverwaltung, sodass Limoges als „Rom des Sozialismus“ galt. So wundert es nicht, dass die französische Gewerkschaft CGT 1895 in dieser Stadt gegründet wurde. 1905 kam es zu heftigen Auseinandersetzungen zwischen Streikenden und Sicherheitskräften, die ein Todesopfer forderten. 1929 wurde der alte Gare des Bénédictins, der zu klein geworden war, durch einen größeren Bahnhof ersetzt.

### Verfolgungen und Internierungen in Limoges, 1939–1945
Limoges scheint zu Beginn des Zweiten Weltkriegs eher Zufluchts- als Internierungsort gewesen zu sein. Die AJPN berichtet von einer starken Bevölkerungszunahme seit dem September 1939 durch Kriegsflüchtlinge, insbesondere auch jüdischen Flüchtlingen. Über die Internierungen sogenannter unerwünschter Ausländer (vorwiegend deutscher oder österreichischer Emigranten) gibt es nur wenige Hinweise. Bei der APJN heißt es, deutsche und österreichische Juden seien zwar im April 1940 als feindliche Staatsangehörige festgenommen, am 10. Juni aber angesichts des Vormarsches der deutschen Wehrmacht auf Paris wieder freigelassen worden.
Nach dem Waffenstillstand von Compiègne (1940) verblieb Limoges in der Freien Zone. Jüdische Flüchtlinge konnten zunächst in Limoges bleiben, bevor sie durch die Behörden des Vichy-Regimes nach dem 20. Mai 1941 auf Kleinstädte im Haute-Vienne verteilt wurden. Zuvor war bereits ein Internierungslager als Betreutes Aufenthaltszentrum (Centre de séjour surveillé) für Deutsche und Italiener in der Rue François Chénieux entstanden, das aber offenbar nur im September 1940 bestand. Dass es zu keinen größeren Internierungen in der Stadt kam, lag sehr wahrscheinlich daran, dass die französische Verwaltung bereits seit 1939 „im Limousin etwa fünfzig Sammel-, Überwachungs-, Internierungs- und Arbeitslager eingerichtet [hatte]. Während des gesamten Krieges dienten sie der Unterdrückung von Gegnern des Vichy-Regimes und später von Opfern der Nazi-Besatzer.“ Die wichtigsten Lager im Umkreis von Limoges waren:
- Camp de Nexon
- Camp de Saint-Paul-d'Eyjeaux
- Durchgangslager Saint-Germain-les-Belles

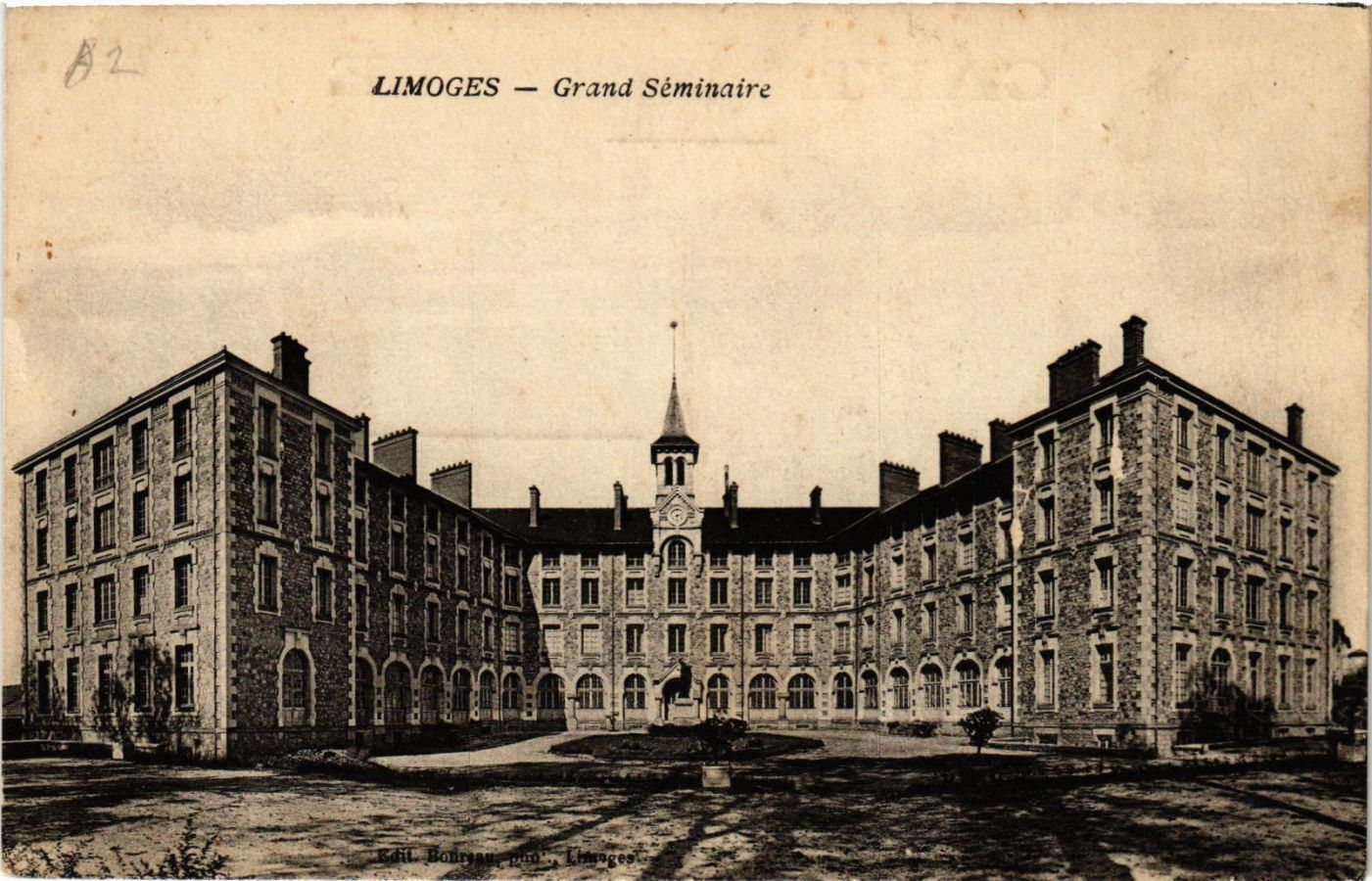
Le Grand Séminaire de Limoges

Camp de Nexon, das von November 1940 bis August 1944 existierte, war nach Coussy eines der wichtigsten Lager im Limousin. Es wurde am 11. Juni 1944 von Widerstandskämpfern der Forces françaises de l’intérieur (FFI) angegriffen, wodurch 54 Gefangenen die Flucht gelang. Die im Camp verbliebenen Internierten wurden nach Limoges ins Camp Grand Séminaire verlegt. Wie lange die Internierten in diesem Priesterseminar ausharren mussten, ist nicht bekannt. Am 21. August 1944 wurde das seit November 1942 von den Deutschen besetzte Limoges von den Maquisards unter der Führung von Georges Guingouin befreit.
Knapp anderthalb Jahre zuvor hatte sich am 28. Februar 1943 in Limoges eine Pétain-treue regionale Miliz gebildet, die sich in der Folge durch Verfolgungen und Folterungen von Widerstandskämpfern hervortat. Sie hatte ihren Sitz zunächst im nahe dem Rathaus gelegenen Petit Séminaire, später im Lycée Gay-Lussac. Am 10. Juni 1944 trafen im Petit Séminaire 311 Geiseln ein, die die SS-Division „Reich“ nach dem Massaker von Tulle gefangenen genommen hatte. 162 von ihnen wurden freigelassen, 149 in Richtung Deutschland deportiert. Zu dieser Zeit wurde auch André Schwarz-Bart im Petit Séminaire festgehalten und gefoltert. Sein Mithäftling dort war der Journalist und Schriftsteller Robert Giraud (1921–1997), der – bereits zum Tode verurteilt – durch die Befreiung Limoges der Hinrichtung entging.
Zwischen Ende Januar 1944 und Ende Juni 1944 verhängte ein von der Vichy-Regierung eingesetztes und von der Miliz kontrolliertes Kriegsgericht im Untersuchungsgefängnis von Limoges 26 Todesurteile gegen Widerstandskämpfer. Die Urteile, gegen die keine Berufung möglich war, wurden von anonymen Richtern gefällt und unmittelbar danach durch ein Erschießungskommando vollstreckt. Die letzte dieser Hinrichtungen fand am 30. Juni 1944 statt.
An die Geschichte der Besetzung und des Widerstands erinnert heute das Musée de la Résistance et de la Déportation de Limoges.

### Nach dem Zweiten Weltkrieg
Am 17. Mai 1945 wurde Georges Guingouin zum Bürgermeister gewählt und blieb zwei Jahre im Amt. Nach den Entbehrungen der Kriegsjahre, die vor allem die Kinder hart getroffen hatten, trat 1946 ein besonders kalter Winter ein. In Limoges fiel das Thermometer im Februar 1947 auf minus 15 Grad Celsius, einer der tiefsten Werte in Frankreich. 1968 erhielt Limoges eine Universität. Limoges ist u. a. Partnerstadt von Fürth.

## Bevölkerungsentwicklung
| Limoges: Einwohnerzahlen von 1793 bis 2016                                                                                 | Limoges: Einwohnerzahlen von 1793 bis 2016 | Limoges: Einwohnerzahlen von 1793 bis 2016 | Limoges: Einwohnerzahlen von 1793 bis 2016 | Limoges: Einwohnerzahlen von 1793 bis 2016 |
| --- | ------------------------------------------ | ------------------------------------------ | ------------------------------------------ | ------------------------------------------ |
| Jahr |                                            |                                            |                                            | Einwohner                                  |
| 1793 | 1793                                       |                                            | 20.864                                     | 20.864                                     |
| 1800 | 1800                                       |                                            | 20.255                                     | 20.255                                     |
| 1806 | 1806                                       |                                            | 21.757                                     | 21.757                                     |
| 1821 | 1821                                       |                                            | 24.992                                     | 24.992                                     |
| 1831 | 1831                                       |                                            | 27.070                                     | 27.070                                     |
| 1836 | 1836                                       |                                            | 29.706                                     | 29.706                                     |
| 1841 | 1841                                       |                                            | 29.870                                     | 29.870                                     |
| 1846 | 1846                                       |                                            | 38.119                                     | 38.119                                     |
| 1851 | 1851                                       |                                            | 41.630                                     | 41.630                                     |
| 1856 | 1856                                       |                                            | 46.564                                     | 46.564                                     |
| 1861 | 1861                                       |                                            | 51.053                                     | 51.053                                     |
| 1866 | 1866                                       |                                            | 53.022                                     | 53.022                                     |
| 1872 | 1872                                       |                                            | 55.134                                     | 55.134                                     |
| 1876 | 1876                                       |                                            | 59.011                                     | 59.011                                     |
| 1881 | 1881                                       |                                            | 63.765                                     | 63.765                                     |
| 1886 | 1886                                       |                                            | 68.477                                     | 68.477                                     |
| 1891 | 1891                                       |                                            | 72.697                                     | 72.697                                     |
| 1896 | 1896                                       |                                            | 77.703                                     | 77.703                                     |
| 1901 | 1901                                       |                                            | 84.121                                     | 84.121                                     |
| 1906 | 1906                                       |                                            | 88.597                                     | 88.597                                     |
| 1911 | 1911                                       |                                            | 92.181                                     | 92.181                                     |
| 1921 | 1921                                       |                                            | 90.187                                     | 90.187                                     |
| 1926 | 1926                                       |                                            | 98.209                                     | 98.209                                     |
| 1931 | 1931                                       |                                            | 92.577                                     | 92.577                                     |
| 1936 | 1936                                       |                                            | 95.217                                     | 95.217                                     |
| 1946 | 1946                                       |                                            | 107.857                                    | 107.857                                    |
| 1954 | 1954                                       |                                            | 105.990                                    | 105.990                                    |
| 1962 | 1962                                       |                                            | 118.576                                    | 118.576                                    |
| 1968 | 1968                                       |                                            | 132.935                                    | 132.935                                    |
| 1975 | 1975                                       |                                            | 143.725                                    | 143.725                                    |
| 1982 | 1982                                       |                                            | 140.400                                    | 140.400                                    |
| 1990 | 1990                                       |                                            | 133.464                                    | 133.464                                    |
| 1999 | 1999                                       |                                            | 133.968                                    | 133.968                                    |
| 2006 | 2006                                       |                                            | 135.100                                    | 135.100                                    |
| 2011 | 2011                                       |                                            | 137.758                                    | 137.758                                    |
| 2016 | 2016                                       |                                            | 132.660                                    | 132.660                                    |
| Quelle(n): EHESS/Cassini bis 1999, INSEE ab 2006 Anmerkung(en): Ab 1962 offizielle Zahlen ohne Einwohner mit Zweitwohnsitz |                                            |                                            |                                            |                                            |

## Sehenswürdigkeiten

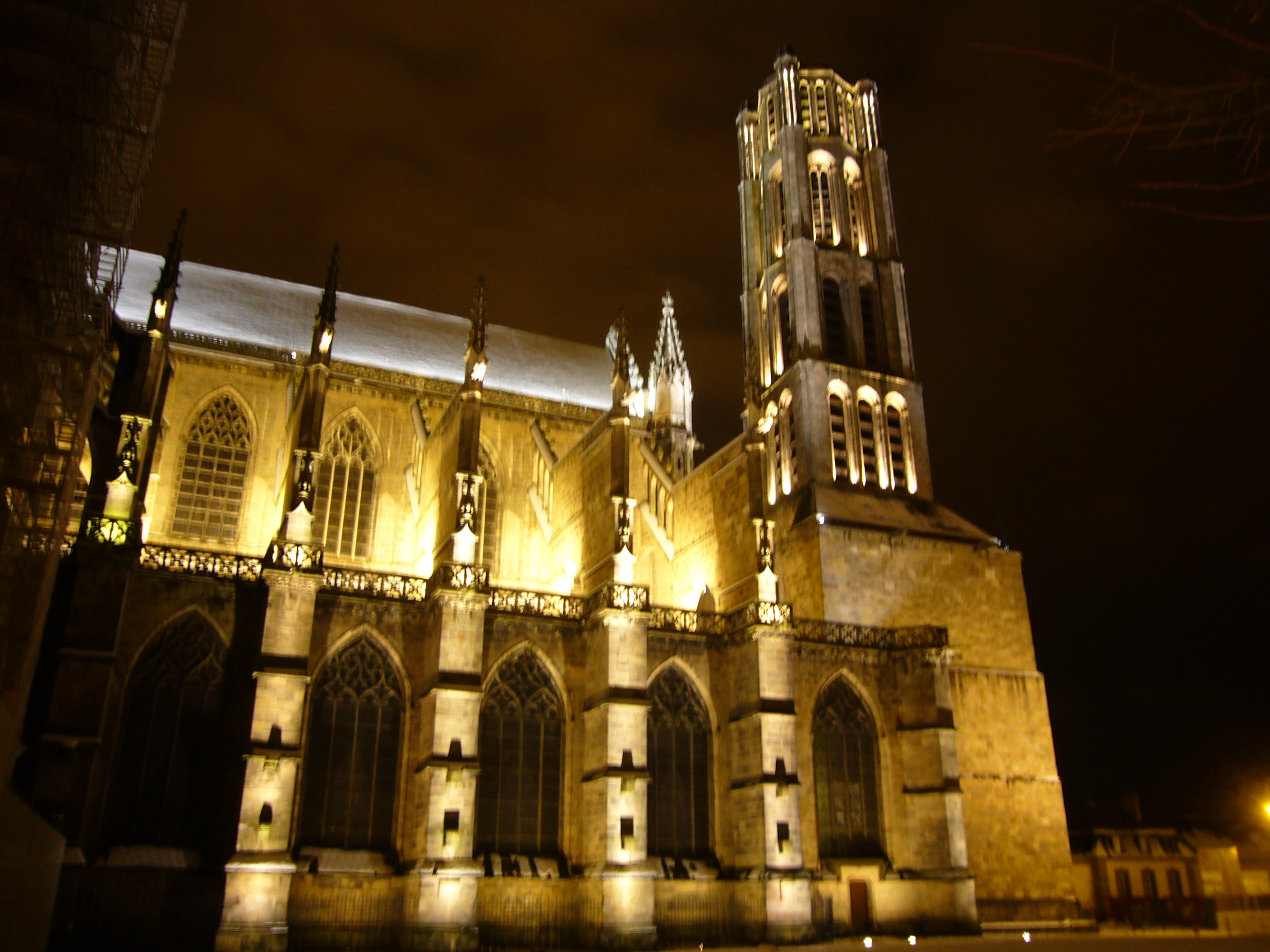
Kathedrale Saint-Etienne

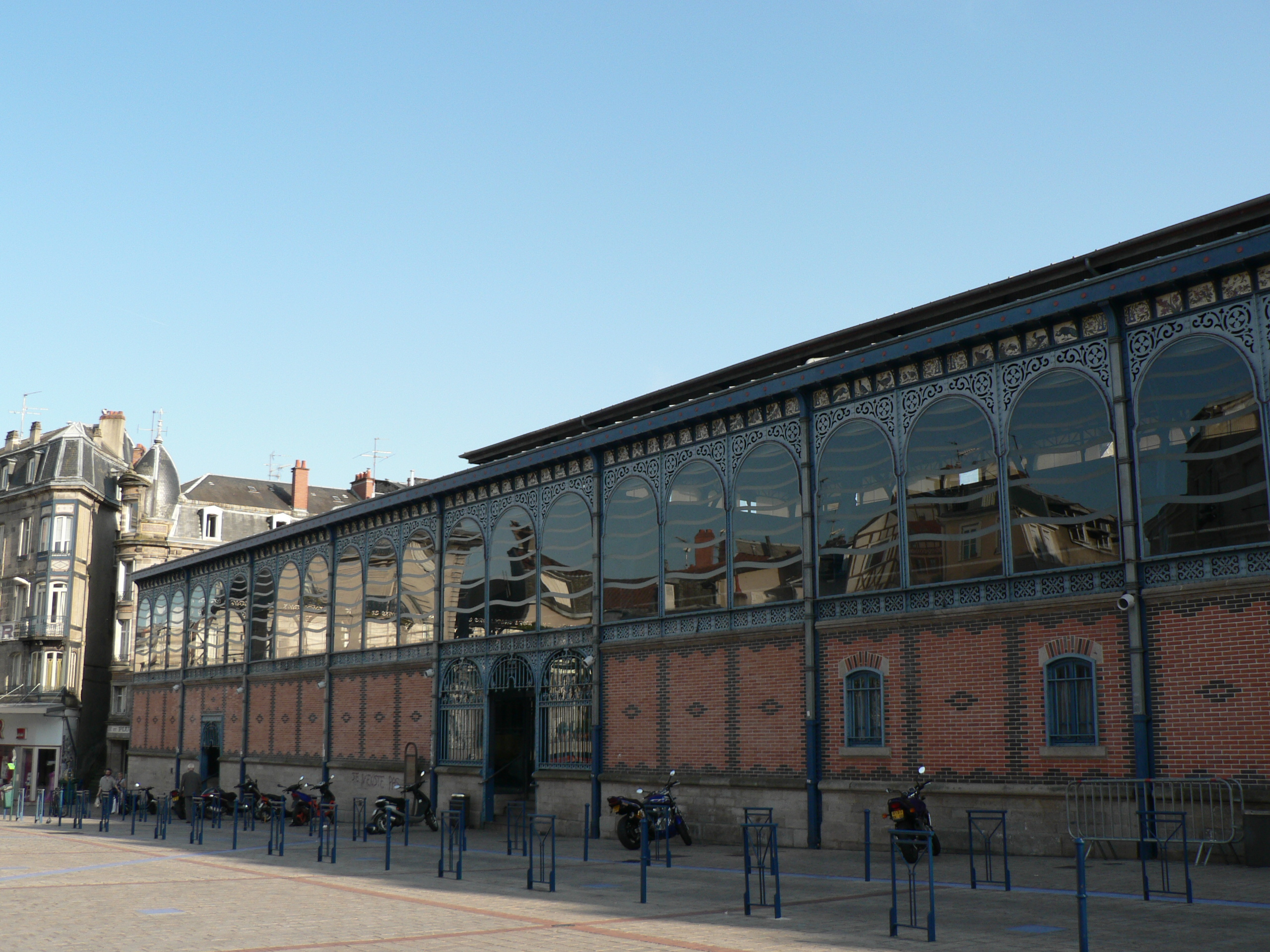
Die Hallen

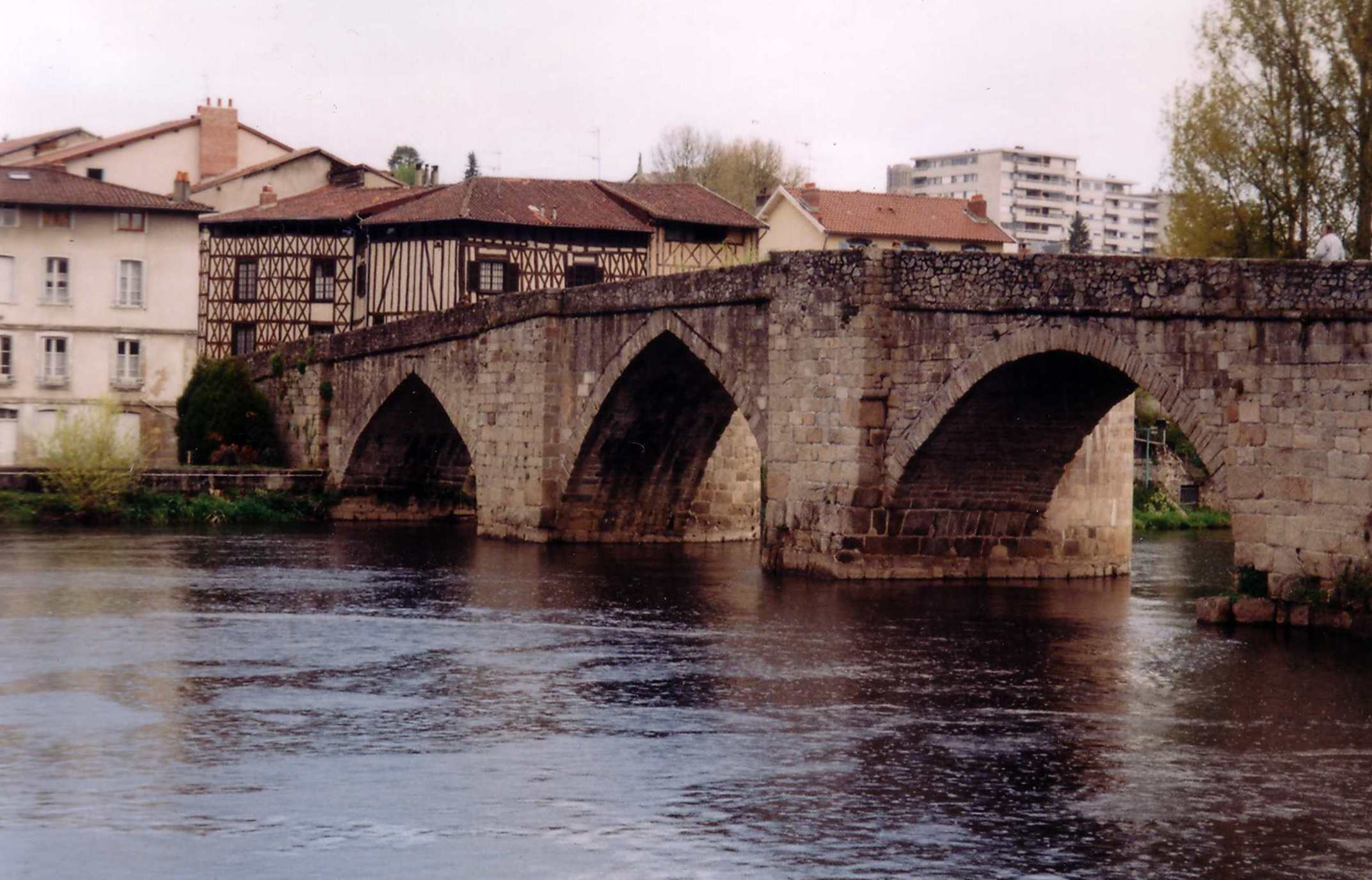
Brücke Saint Martial über die Vienne, mit Fachwerkhäusern

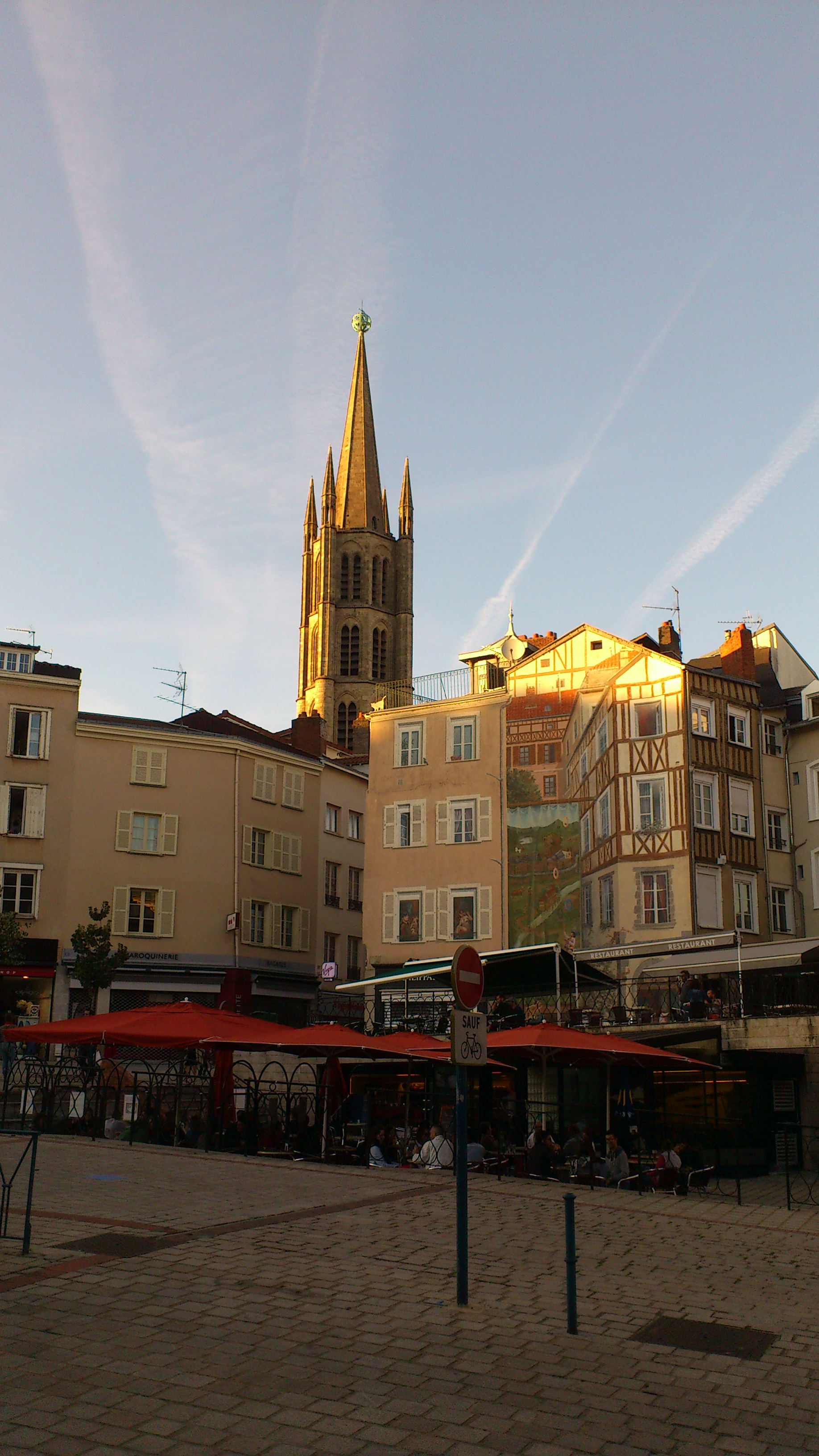
„Place de la Motte“ und Kirche Saint-Michel-des-Lions

Sehenswert sind das gallorömische Amphitheater, die Kathedrale Saint-Étienne (Baubeginn 13. Jahrhundert), die Kirche Saint-Pierre-des-Queyroix (13. Jahrhundert), die Kirche Saint-Michel-des-Lions (14. Jahrhundert), die Krypta Saint-Martial, der Karmeliterkonvent, die mittelalterlichen unterirdischen Gänge, das pittoreske mittelalterliche Village de la Boucherie, die Chapelle Saint-Aurélien, das Château des Essarts (17. Jahrhundert), die Fontaine des Barres (17. Jahrhundert), das Château de Beauvais (18. Jahrhundert), die Brücken Pont Saint-Martial und Pont Saint-Étienne, die Kirche Beaune-les-Mines, der Bischofspalast (18. Jahrhundert mit Musée des Beaux-Arts de Limoges), die Halles centrales (Markthallen), das Hôtel Estienne de la Rivière, das Hôtel Maledent de Savignac de Feytiat, das Rathaus (19. Jahrhundert), das Gymnasium Gay-Lussac (früher Jesuitenschule), das Musée Adrian Dubouché (Keramik- und Steingutmuseum, 19. Jahrhundert) sowie aus dem 20. Jahrhundert der Pavillon du Verdurier, das Gebäude der Präfektur und das Porzellanmuseum.

## Wirtschaft
Bis heute dominierend sind die Emaille- und Porzellanmanufakturen, die das Kaolin aus dem nahen Saint-Yrieix-la-Perche beziehen. Daneben spielen die elektromechanische Industrie (Renault und Legrand haben einen Firmenstandort in der Stadt) und die Chemieindustrie eine Rolle.
Nördlich der Stadt wurde in Bessines-sur-Gartempe von 1948 bis 2001 eine Uranmine betrieben, die ganz Europa mit Uran zur Stromerzeugung belieferte. Das Museum Urêka befasst sich mit der Geschichte des Uranabbaus.

## Bildung
An der seit 1968 bestehenden Universität Limoges studieren rund 15.000 Studenten. Daneben verfügt die Stadt über 20 Gymnasien, 46 weitere Ober- und 40 Grundschulen. Die Stadt beherbergt auch die auf Keramik spezialisierte Ingenieurschule École d’ingénieurs ENSIL-ENSCI.

## Politik
Bürgermeister im lange Zeit traditionell „roten Limoges“ (seit 1912) war von 1990 bis 2014 der Sozialist Alain Rodet. Bei den Kommunalwahlen 2014 wurde er in der Stichwahl abgewählt. Neuer Bürgermeister ist seitdem Émile-Roger Lombertie von den LR.

## Städtepartnerschaften
- Hrodna, Belarus (seit 20. April 1982)
- Pilsen, Tschechien (seit 11. Juni 1987)
- Fürth, Deutschland (seit 22. Mai 1992)
- Charlotte, Vereinigte Staaten (seit 6. November 1992)
- Seto, Japan (seit 18. November 2003)
- Icheon, Südkorea (seit 6. Mai 2015)

## Verkehr

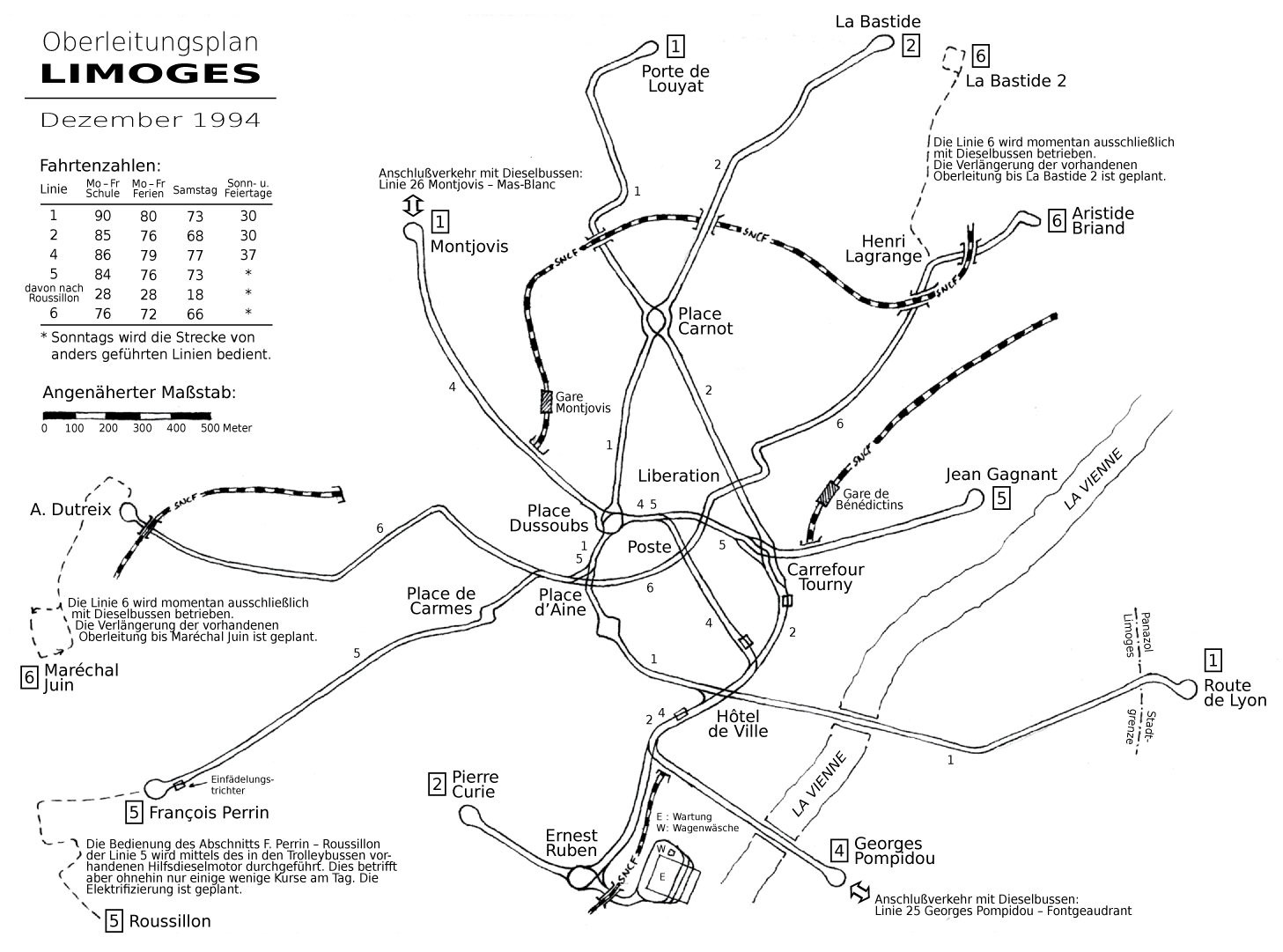
Trolleybusnetz 1994

In Limoges besteht im Nahverkehr ein Trolleybusnetz, das, wie die übrigen Buslinien, von der S.T.C.L. betrieben wird. Zum 1. Juli 2025 traten zahlreiche Änderungen im Tarifsystem von Limoges in Kraft: So ist der ÖPNV ab diesem Zeitpunkt an den Wochenenden kostenlos. Senioren ab 65 Jahren erhalten Null-Euro-Jahreskarten.
Der Eisenbahnverkehr wird über zwei Bahnhöfe, den Gare des Bénédictins und den Gare Montjovis abgewickelt. Es bestehen Verbindungen nach Poitiers, Vierzon(–Paris), Toulouse, Périgueux und Angoulême. Nordwestlich der Stadt befindet sich der Flughafen Limoges. Limoges liegt an der Autobahn A20 (L’Occitane) Vierzon–Montauban sowie an mehreren Nationalstraßen. Bis Ende der 1980er Jahre war Limoges die letzte französische Großstadt ohne Autobahn-Anbindung.

## Sport
Der mit Abstand erfolgreichste Sportverein der Stadt war CSP Limoges, der 1993 den Landesmeisterpokal im Basketball gewann und in den 1980er und 1990er Jahren insgesamt neun französische Meisterschaften sowie fünf Europapokale gewann. Ihre Heimstätte Palais des Sports Beaublanc war auch Austragungsort bei der Basketball-Europameisterschaft 1983. Profisport wurde oder wird daneben durch die Vereine USA Limoges (Rugby Union), FC Limoges (Fußball) und Limoges Handball betrieben.
Das Palais des Sports Beaublanc (Bosc Blanc in Okzitanisch) befindet sich im Sportpark der Stadt Limoges. Seine Form ist sehr charakteristisch, insbesondere das Eichendach.
Limoges war bisher 16 Mal Etappenort der Tour de France (Stand: 2023).
In Limoges wird mit dem WTA Challenger Limoges ein internationales Tennisturnier ausgetragen.

## Persönlichkeiten

### Söhne und Töchter der Stadt
- Ruricius von Limoges (um 440–507/10), Bischof von Limoges

- Leonhard von Limoges (*verm. um 500–559), Klostergründer und Heiliger

- Eligius (um 589–659/660), Heiliger
- Bernard de La Tour (um 1306–1361), Kardinal aus der Familie La Tour d’Auvergne
- Léonard Limosin (1505–1577), Emaillemaler und Goldschmied
- Pierre Navihères († 1553), Theologe und evangelischer Märtyrer
- Antoine Goudin (um 1639–1695), Theologe des Dominikanerordens und Philosoph
- Antoine-Joseph Gorsas (1752–1793), Politiker
- Jean-Baptiste de Jourdan (1762–1833), Marschall von Napoleon (1804)
- Jean-Baptiste Dalesme (1763–1832), General der Infanterie
- Thomas-Robert Bugeaud (1784–1849), General und Marschall von Frankreich (1843)
- Jean Cruveilhier (1791–1874), Arzt, Chirurg, Anatom und Pathologe
- Léon Faucher (1803–1854), Publizist und Staatsmann
- Michel Chevalier (1806–1879), Ökonom und Freihändler
- Charles François Pécrus (1826–1907), Genre-, Landschafts- und Marinemaler
- Jules Noriac (1827–1882), Schriftsteller und Librettist
- Marie François Sadi Carnot (1837–1894), französischer Staatspräsident von 1887 bis 1894
- Jules Claretie (1840–1913), Schriftsteller, Theaterkritiker und Theaterdirektor
- Auguste Renoir (1841–1919), Maler des Impressionismus
- Gabriel Desmoulins (1842–1902), Komponist, Organist und Musikpädagoge
- Henri Charles-Lavauzelle (1853–1926), Buchhändler, Verleger und Drucker
- Georges Fourest (1864–1945), Schriftsteller
- Georges Catroux (1877–1969), Politiker
- Pierre Peyrusson (1881–1914), Schwimmer
- Frank Burty Haviland (1886–1971), amerikanisch-französischer kubistischer Maler
- Huguette Duflos (1887–1982), Schauspielerin
- Juliette Alvin (1897–1982), französisch-britische Cellistin und Pionierin der Musiktherapie
- Maryse Bastié (1898–1952), Flugpionierin
- Henry de Bournazel (1898–1933), Offizier im Rang eines Hauptmannes (capitaine) während der Eroberungskriege Frankreichs in Marokko
- Martial Valin (1898–1980), General der französischen Luftwaffe und Kommandant der Luftstreitkräfte
- Henri Ziegler (1906–1998), Flugzeugingenieur, Manager und Widerstandskämpfer der Résistance
- Marcel Couraud (1912–1986), Dirigent
- Georges-Emmanuel Clancier (1914–2018), Dichter, Schriftsteller und Hörfunkjournalist
- Robert Giraud (1921–1997), Dichter, Journalist, Schriftsteller
- Roland Dumas (1922–2024), Rechtsanwalt und Politiker
- Edmond Malinvaud (1923–2015), Wirtschaftswissenschaftler
- Adeline Daumard (1924–2003), Historikerin
- Jacques Lacarrière (1925–2005), Schriftsteller
- Jacques Dewatre (1936–2021), Offizier und Diplomat
- Pierre Combescot (1940–2017), Schriftsteller und Journalist
- Xavier Darcos (* 1947), Politiker (UMP)
- Claude Mandonnaud (* 1950), Schwimmerin
- Luc Leblanc (* 1966), Radrennfahrer
- Cédric Pénicaud (* 1971), Schwimmer
- Karine Berger (* 1973), Politikerin, Abgeordnete der Nationalversammlung
- Maxime Méderel (* 1980), Radrennfahrer
- Abdelkader Zitouni (* 1981), französisch-polynesischer Fußballschiedsrichter
- Loïc Guillon (* 1982), Fußballspieler
- Sébastien Puygrenier (* 1982), Fußballspieler
- Marie-Pierre Vedrenne (* 1982), Juristin und Politikerin
- Guillaume Moreau (* 1983), Automobilrennfahrer
- Damien Chouly (* 1985), Rugby-Spieler
- Alassane N’Diaye (* 1991), französisch-senegalesischer Fußballspieler
- Fanny Posvite (* 1992), Judoka
- Ferris N’Goma (* 1993), französisch-kongolesischer Fußballspieler
- Tony Mauricio (* 1994), französisch-portugiesischer Fußballspieler
- Matthieu Vaxivière (* 1994), Automobilrennfahrer
- Pauline Bourdon Sansus (* 1995), Rugby-Union-Spielerin
- Ania Caill (* 1995), rumänische Skirennläuferin
- Élodie Nakkach (* 1995), marokkanisch-französische Fußballspielerin
- Bastien Augusto (* 1999), Leichtathlet
- Valentin Retailleau (* 2000), Radrennfahrer
- Benoît Badiashile (* 2001), Fußballspieler
- Adil Taoui (* 2001), Fußballspieler
- Waniss Taïbi (* 2002), französisch-algerischer Fußballspieler

### Personen mit Bezug zur Stadt
- Jean Fayen (um 1530 – 1616), Arzt, Dichter und Kartograf
- Charles Edward Haviland (1839–1921), Porzellan-Industrieller, Vater von Paul und Frank Burty Haviland
- Raoul Hausmann (1886–1971), Maler und Dadaist (Mitglied der Dadabewegung Berlin), lebte seit 1944 in Limoges, wo er am 1. Februar 1971 verstarb
- François Reichenbach (1921–1993), Filmemacher, auf dem Friedhof Louyat in Limoges begraben
- Mario David (1927–1996), Schauspieler
- Jean-Joseph Sanfourche (1929–2010), genannt Sanfourche, Maler und Dichter, lebte in Limoges
- Pascal Sevran (1945–2008), Songschreiber und Fernsehmoderator

## Sonstiges
Der VII. Teil von Mussorgskis Klavierzyklus Bilder einer Ausstellung: Limoges. Le marché (‚Limoges. Der Marktplatz‘) schildert das quirlige Treiben auf dem Marktplatz dieser Stadt.